# Prosper Blanchemain
Pour les articles homonymes, voir Blanchemain.
Jean Baptiste Prosper Blanchemain, né le 16 juillet 1816 à Rouen, mort le 25 décembre 1879 à Oulches, est un bibliophile, critique littéraire, éditeur et poète français.

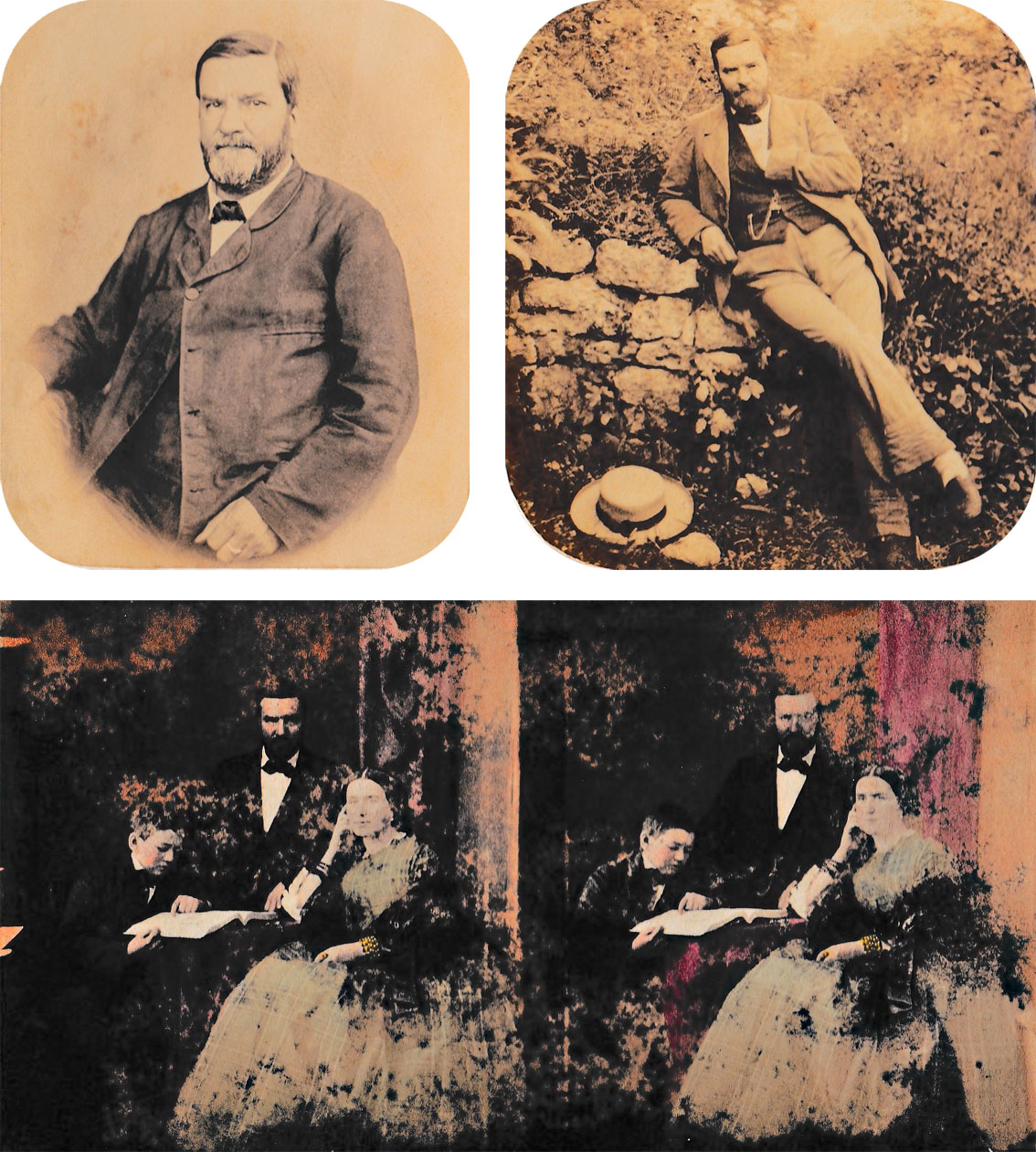
Prosper Blanchemain avec sa femme et son fils Paul.

## Biographie
Fils de Jean Baptiste Joseph Blanchemain (1789-1859), (Chevalier de la Légion d'honneur et administrateur du Bureau de bienfaisance de l'ancien 12e arrondissement de Paris) et de Adélaïde Blanche Babois (1790-1852).
Prosper Blanchemain quitte Rouen pour faire ses études à Paris au lycée Henri-IV, ses parents le rejoignent plus tard. Élève externe, il demeure chez une grand-tante, la poétesse Victoire Babois. Puis il étudie le droit et est reçu licencié en 1838. Après une brève période où il plaida, il entre comme rédacteur au ministère de l’Intérieur. Il épouse en 1842 Marie Claudine Désirée Boissel (1823-1886), fille du député Jean Marie Hercule Boissel. En 1843, il est nommé bibliothécaire du ministère de l'Intérieur. Au début des années 1850, il visite la vallée de la Creuse dont il tombe sous les charmes et il acquiert en 1853 le prieuré Notre-Dame de Longefont à Oulches et son manoir prieural qu'il transforme en petit château doté de tourelles et rehausse aussi d'un demi-étage. Son fils Paul Blanchemain, hérite du domaine paternel qu'il réunit à sa propriété de Castel-Biray.
En tant que poète, il obtient, en 1837 et en 1843, des mentions aux concours de l’Académie française, il publie en 1845 un premier recueil de poésies, qui connait un certain succès. Il devient, en 1853, maître ès Jeux floraux et reçoit en 1878 le Prix Montyon de l’Académie française. Outre des poésies détachées publiées dans divers recueils, on lui doit : Poèmes et poésies (1845, in-18 et in-8o), plusieurs fois réédités ; Foi, Espérance et Charité (1853, in-12), poésies religieuses et morales ; l’Idéal (in-18), recueil de poésies ; Recherches sur les noms véritables des dames chantées par les poètes français du XVIe siècle (1868, in-8o) ; Jacques Du Lorens et le Tartuffe (1867, in-8o) ; Notice sur le président François de Maynard (in-8o); le Vicomte de Beauchesne (1875, in-8o).
Comme bibliophile et éditeur, il rédigea des études présentées dans la presse spécialisée (Bulletin du Bouquiniste) et soucieux de sortir de l’ombre un grand nombre des minores, dont il collectionna les éditions anciennes, il publia un assez grand nombre d’éditions de poètes et d’écrivains appartenant pour la plupart à l’époque de la Renaissance et du XVIIe siècle. On lui doit notamment des éditions, avec notes et préfaces, des Œuvres poétiques de Vauquelin des Yveteaux, des Bouquets poétiques d’Angot de l’Éperonnière, des Œuvres poétiques de Sonnet de Courval, des Élégies de Jean Doublet, des Satires de du Lorens, des Épigrammes inédites de Gombauld, des Œuvres de Louise Labé, des Rondeaux et vers d’amour de Jehan Marion, de Philandre, poème de Maynard ; des Œuvres complètes de Mellin de Saint-Gelais, des Mignardises amoureuses et des Poésies de Jacques Tahureau, des Foresteries de Vauquelin de la Fresnaye, L’odieux et sanglant meurtre commis par le maudit Cain, (1580) tragédie de Thomas Le Coq, etc.
Prosper Blanchemain est également l’une des figures fondatrices de la bibliographie et de l’édition ronsardiennes. S’attachant à réunir les éditions anciennes séparées et collectives des livres de Ronsard, il parvint à constituer avant le tournant du XXe siècle une collection exceptionnelle (une cinquantaine de titres présentés par Seymour de Ricci en 1927, le reliquat d’une trentaine présentée par les frères Maggs en 1935) dont les exemplaires ont rejoint les institutions publiques ou les collections privées. À partir de sa collection personnelle, il tenta de reconstituer la genèse des Œuvres dont il choisit l’édition princeps (1560) pour en proposer ce qui demeure la première édition critique des Œuvres complètes de Ronsard en huit volumes (1857-1867).
Il a également écrit sous le pseudonyme d’« Épiphane Sidredoulx ».

## Activités
- membre de l’Athénée des arts, sciences et belles-lettres, de Paris[4]. 1838
- membre de l'Académie des sciences, belles-lettres et arts de Rouen[4]. 1846
- maître ès jeux de l'Académie des Jeux floraux[4]. 1853
- membre de la Société philotechnique[4]. 1856
- membre de la Société des bibliophiles français[4]. 1856
- membre de la Société des bibliophiles normands[4]. 1863
- membre de la Société archéologique du Vendômois[4],[3]. 1867
- membre de la Société des bibliophiles de Guyenne[4]. 1867
- membre de la Société rouennaise de Bibliophiles[4]. 1870
- membre de la Société de l'histoire de Paris et de l'Île-de-France[7]. 1874

## Distinctions

### Récompenses
- mentions aux concours de l’Académie française pour le poème l'Arc-de Triomphe, 1837[4],[3].
- mention honorable aux concours de l’Académie française pour le poème le Monument de Molière, 1843[4],[3].
- médaille de vermeil de la ville de Rouen pour le poème Casimir Delavigne, à la Normandie, 1844[4],[3].
- Prix Montyon de l’Académie française pour Poèmes et poésies, 1878[8].

### Décorations
- Chevalier de l'ordre de Charles III d'Espagne, 1871[4].